# 함양중학교
함양중학교(咸陽中學校)는 대한민국 경상남도 함양군 함양읍 교산리에 있는 공립 중학교이다.

## 학교 연혁
- 1933년 4월 1일 : 함양공립실수(實修)학교 개교
- 1946년 9월 16일 : 함양공립초급중학교
- 1951년 9월 1일 : 함양중학교 교명 변경
- 1961년 3월 24일 : 공학에서 여학생 분리(함양여중 인가)
- 2021년 9월 1일 : 제24대 최상재 교장 취임
- 2023년 2월 10일 : 제77회 졸업식(112명 졸업, 누계 21,489명)
- 2023년 3월 2일 : 2023학년도 신입생 112명 입학

## 참고 자료
- 함양중학교 - 한국교육학술정보원 학교알리미